# Восточний (Тиндинський район)
Восточний (рос. Восточный) — селище у Тиндинському районі Амурської області Російської Федерації. Розташоване на території українського історичного та етнічного краю Зелений Клин.
Входить до складу муніципального утворення Восточна сільрада. Населення становить 1191 особа (2018).
Населений пункт, як і загалом увесь Тиндинський район, прирівняний до регіонів Крайньої півночі Росії.

## Історія
З 1934 року село ввійшло до складу новоутвореної Зейської області. У 1937-1948 роках село належало до Читинської області. Відтак, 2 серпня 1948 року ввійшло до складу Амурської області.
З 1 січня 2006 року органом місцевого самоврядкування є Восточна сільрада.